# Tiroteo en el Centro Comunitario Judío de Overland Park

Johnson County Kansas Incorporated and Unincorporated areas Overland Park Highlighted

El 13 de abril de 2014, un par de tiroteos cometidos por un pistolero solitario se produjo en el Centro de la Comunidad Judía de Greater Kansas City y Village Shalom, una comunidad de retiro judía, ambos con sede en Overland Park, Kansas. Un total de tres personas murieron en dos tiroteos. El pistolero sospechoso, descrito como un hombre de unos setenta años, fue puesto bajo custodia.
El sospechoso fue identificado más tarde como de 73 años de edad, Frazier Glenn Miller, de Aurora, Misuri, originario de Carolina del Norte, un excandidato político, neonazi.